# Клюковщизна
Клюковщизна (пол. Klukowszczyzna) — село в Польщі, у гміні Лешна-Подляська Більського повіту Люблінського воєводства.
Населення — 70 осіб (2011).
У 1975-1998 роках село належало до Білопідляського воєводства.

## Демографія
Демографічна структура станом на 31 березня 2011 року:
|          | Загалом | Допрацездатний вік | Працездатний вік | Постпрацездатний вік |
| -------- | ------- | ------------------ | ---------------- | -------------------- |
| Чоловіки | 38      | 8                  | 25               | 5                    |
| Жінки    | 32      | 7                  | 19               | 6                    |
| Разом    | 70      | 15                 | 44               | 11                   |